# Witton Gilbert
Witton Gilbert – wieś i civil parish w Anglii, w hrabstwie Durham. Leży 6 km na północny zachód od miasta Durham i 380 km na północ od Londynu. W 2011 roku civil parish liczyła 2419 mieszkańców.